# Route der Wohnkultur

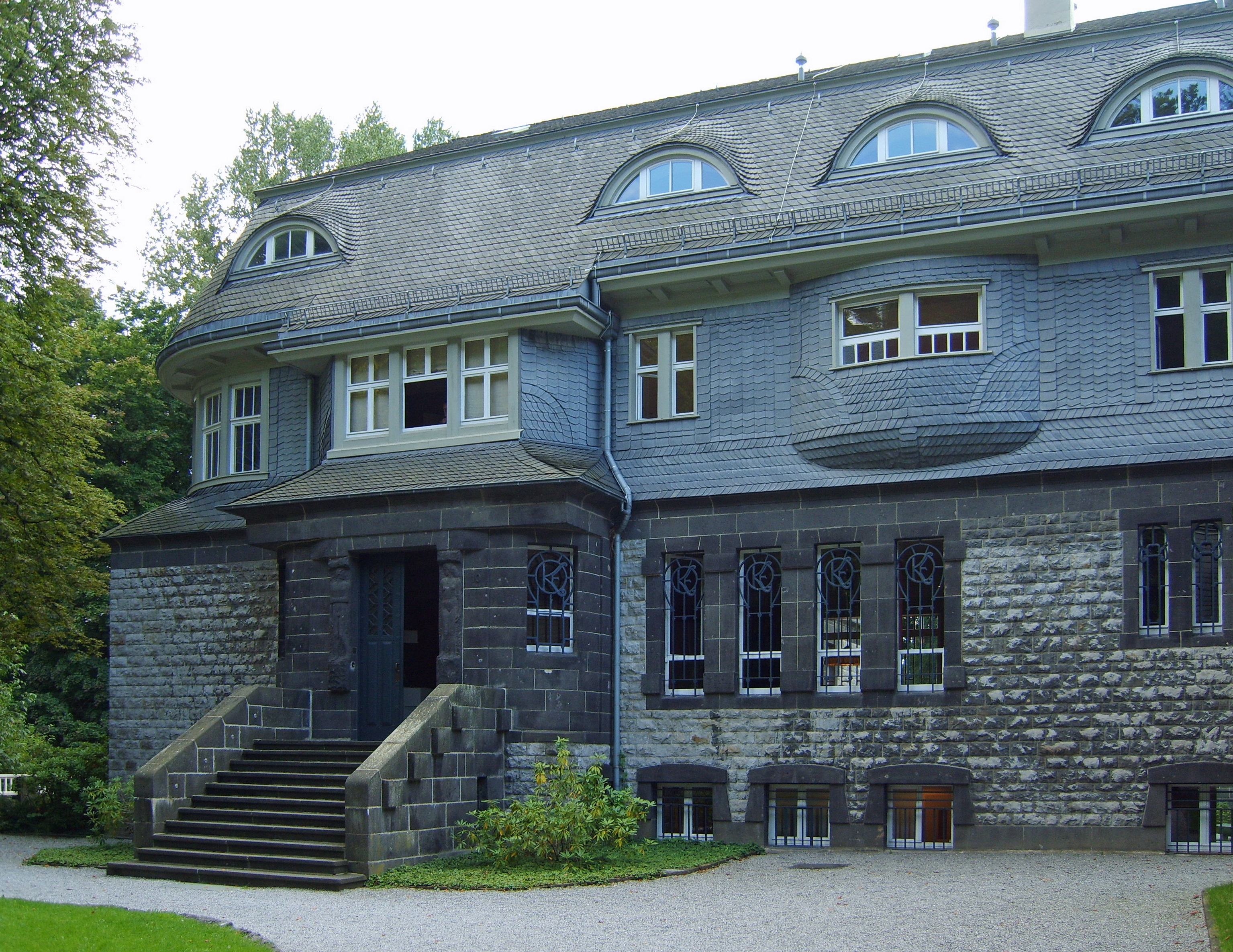
Gartenstadt Hohenhagen, Villa Hohenhof, Eingangsbereich

Die Route der Wohnkultur ist ein Projekt im Rahmen der RUHR.2010 – Kulturhauptstadt Europas.

## Konzept
Ziel der „Route der Wohnkultur“ war es, Einblicke in die Vielfalt des Wohnens im Ruhrgebiet zu gewähren. Die „Route der Wohnkultur“ versuchte den Wohnalltag des Ruhrgebietes unter Berücksichtigung des bauhistorischen Kontextes zu beschreiben und erlebbar zu machen.
Sie verknüpfte zu diesem Zweck vom Einzelhaus bis zur Siedlung knapp 60 Wohnprojekte in der gesamten Metropole Ruhr inhaltlich miteinander. Über geführte Touren wurden real bewohnte Wohnungen aus der Zeit von 1850 bis heute in einen anschaulichen Zusammenhang gebracht.
Die Betrachtungen fingen an bei der Wohnung selbst und reichten über das jeweilige Wohnumfeld, den Standort im Stadtgefüge, die Nachbarschaft bis hin zu Sozialstrukturen und Fragen der Identität und Symbolik einer Wohnform.
Anhand der vier großen Themen des Wohnens im Ruhrgebiet „Siedlung, Geschichte & Moderne, Urbanität und Demografie“ wurden beispielhafte Wohnprojekte anschaulich gemacht.

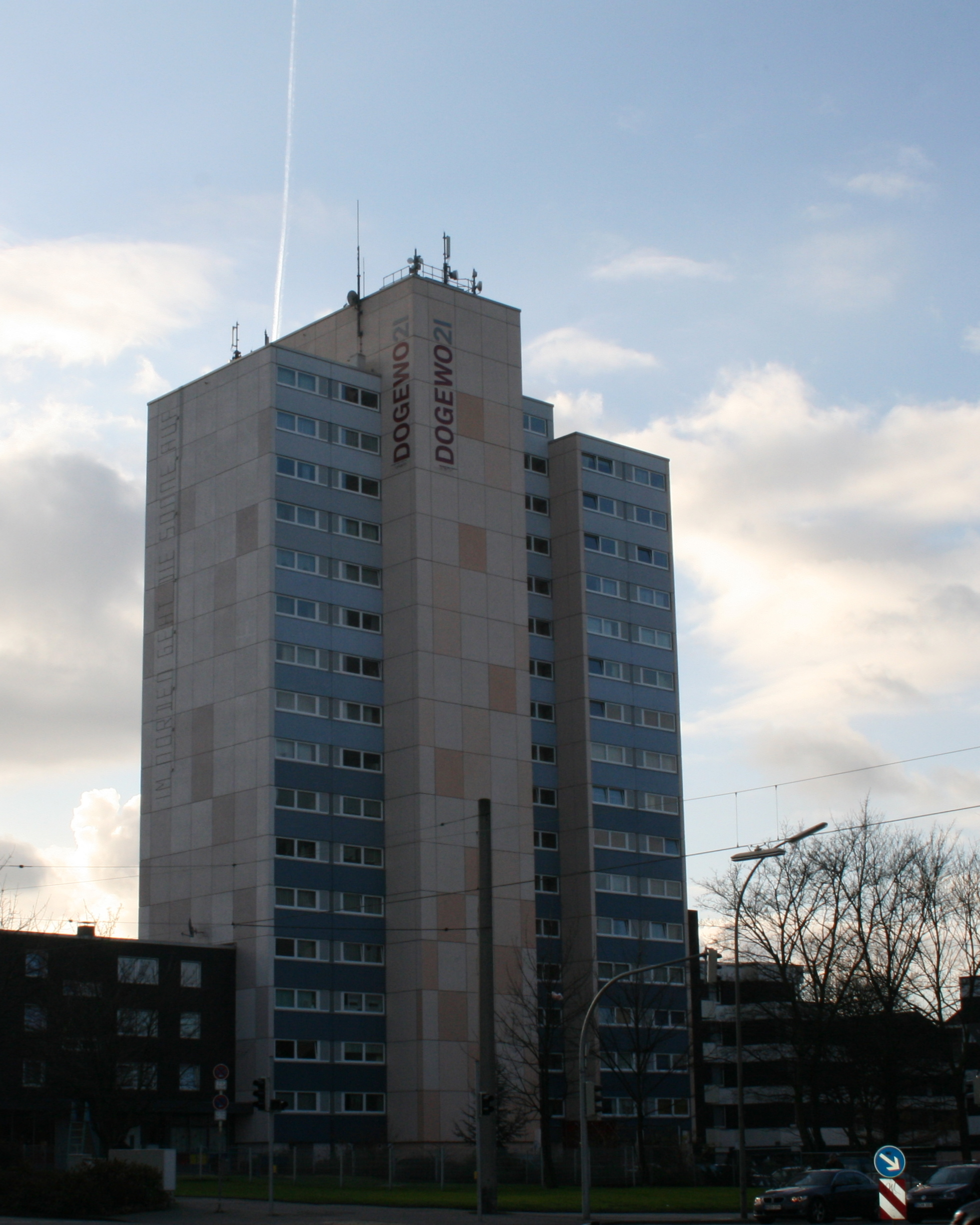
Wohnhochhaus Heiligegartenstraße Dortmund

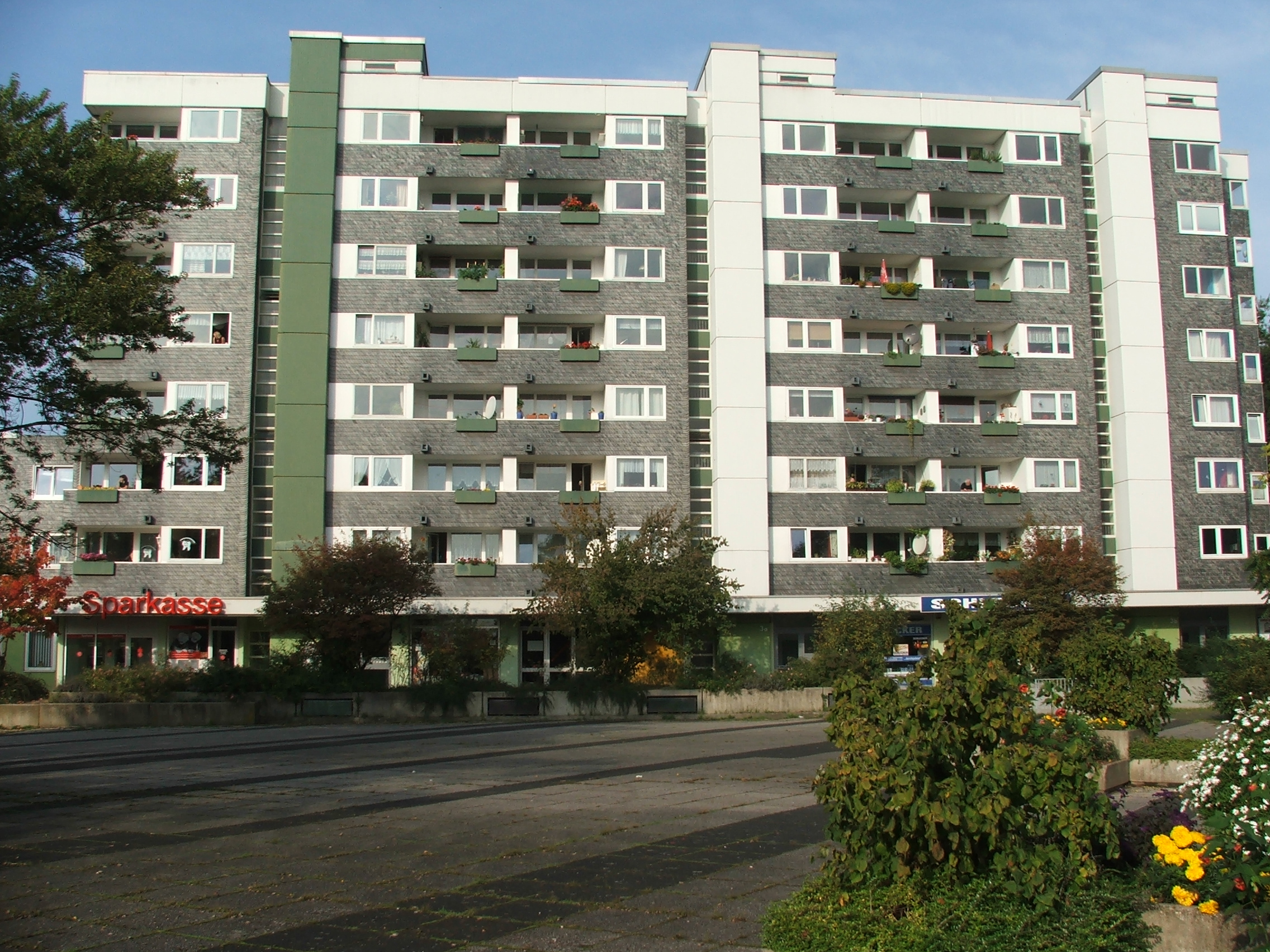
Hustadt in Bochum-Querenburg

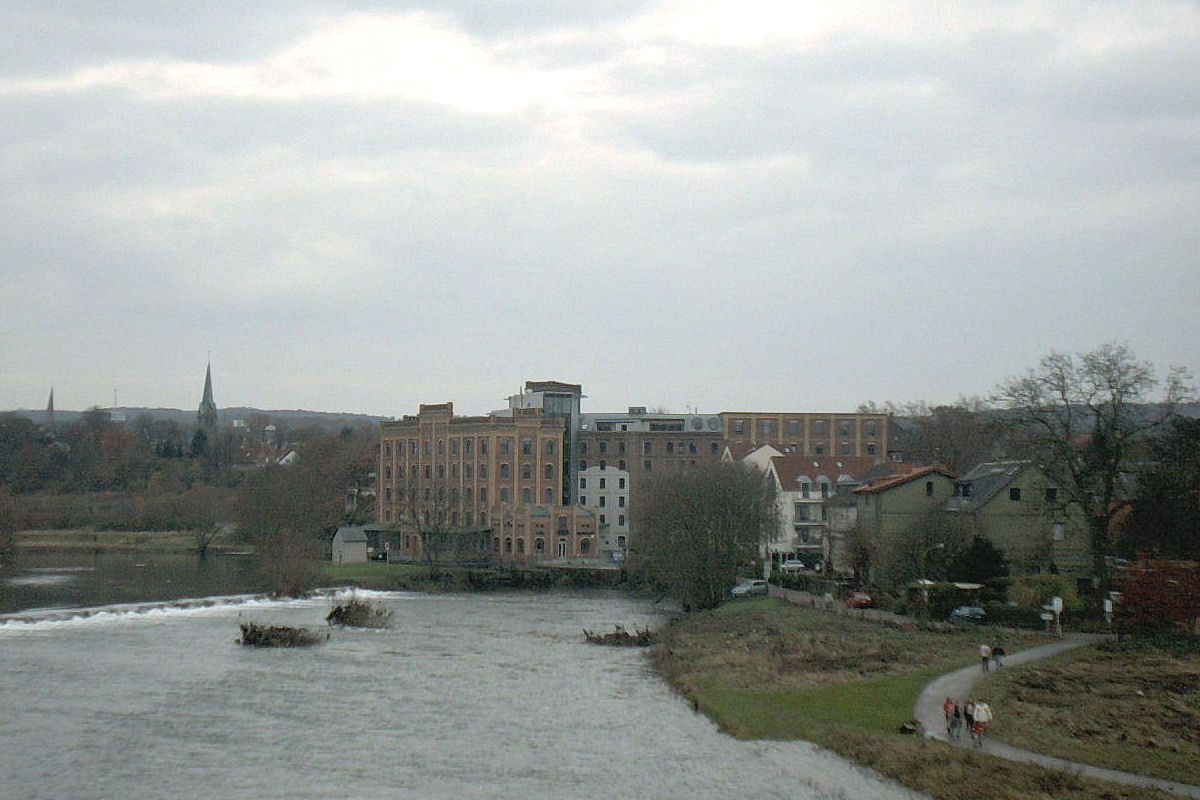
Birschels Mühle in Hattingen

## Wohnprojekte im Einzelnen
Die Wohnprojekte der „Route der Wohnkultur“ umfassten Einzelbauten, Umbauten und Siedlungen unterschiedlicher Epochen und Themen. Sie thematisierten zum Beispiel modernen Wohnungsbau am Duisburger Innenhafen, Transformationsprozesse in Großsiedlungen (Tossehof in Gelsenkirchen, die Hustadt in Bochum oder der Schillerpark in Oer-Erkenschwick) und Umbauten und Umnutzungen ehemaliger Industriegebäude. Des Weiteren wurden Beispiele für Sanierungen und Modernisierungen historischer Bauwerke (Hattinger Altstadt, Duisburger BauhausKarree) sowie Wohnkonzepte, die auf die demografische Veränderungen des Ruhrgebiets reagieren (WohnreWIR Tremonia in Dortmund, Fliedner Dorf in Mülheim an der Ruhr) vorgestellt.

## Zielgruppen und Orte

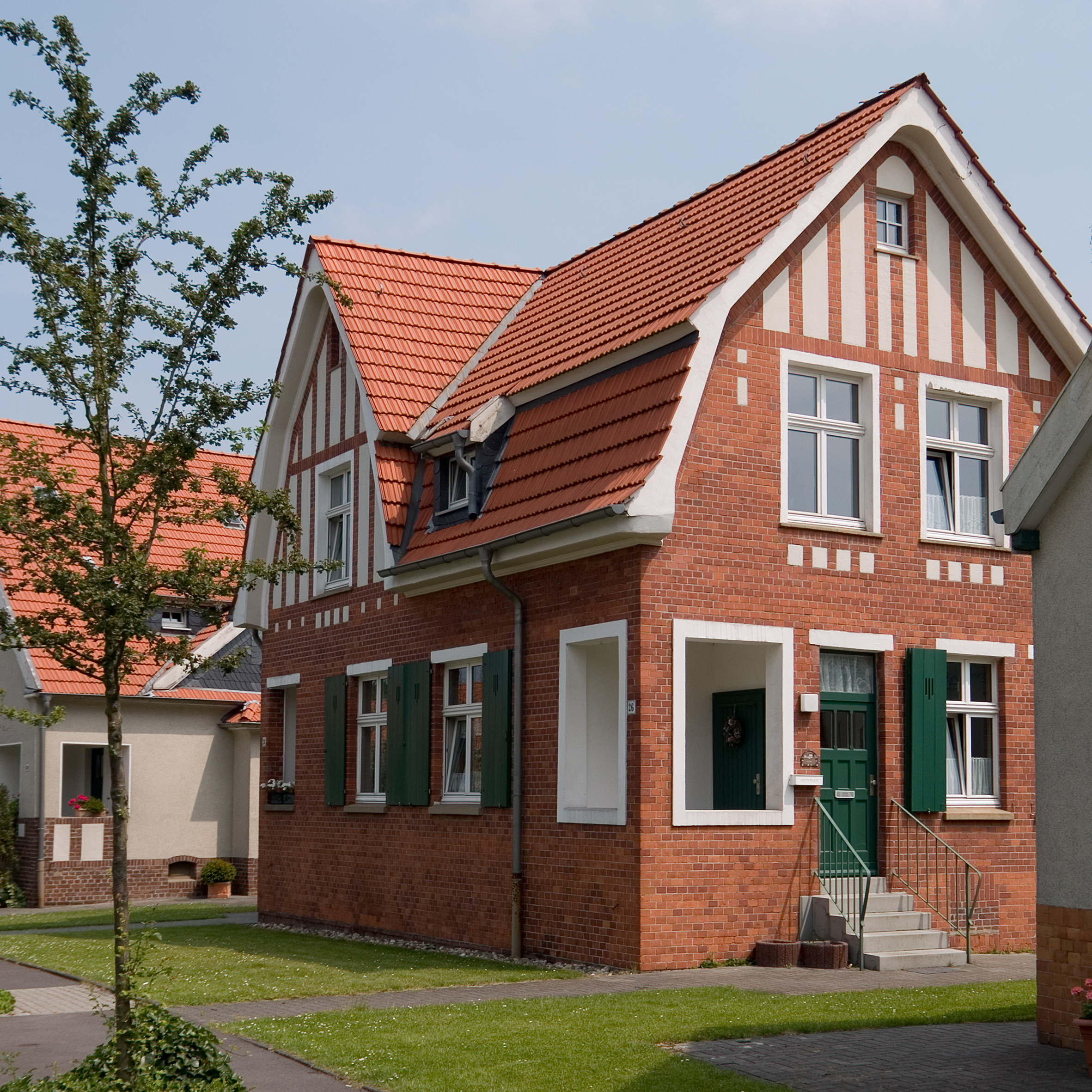
Gebäude in der Siedlung Teutoburgia, Herne

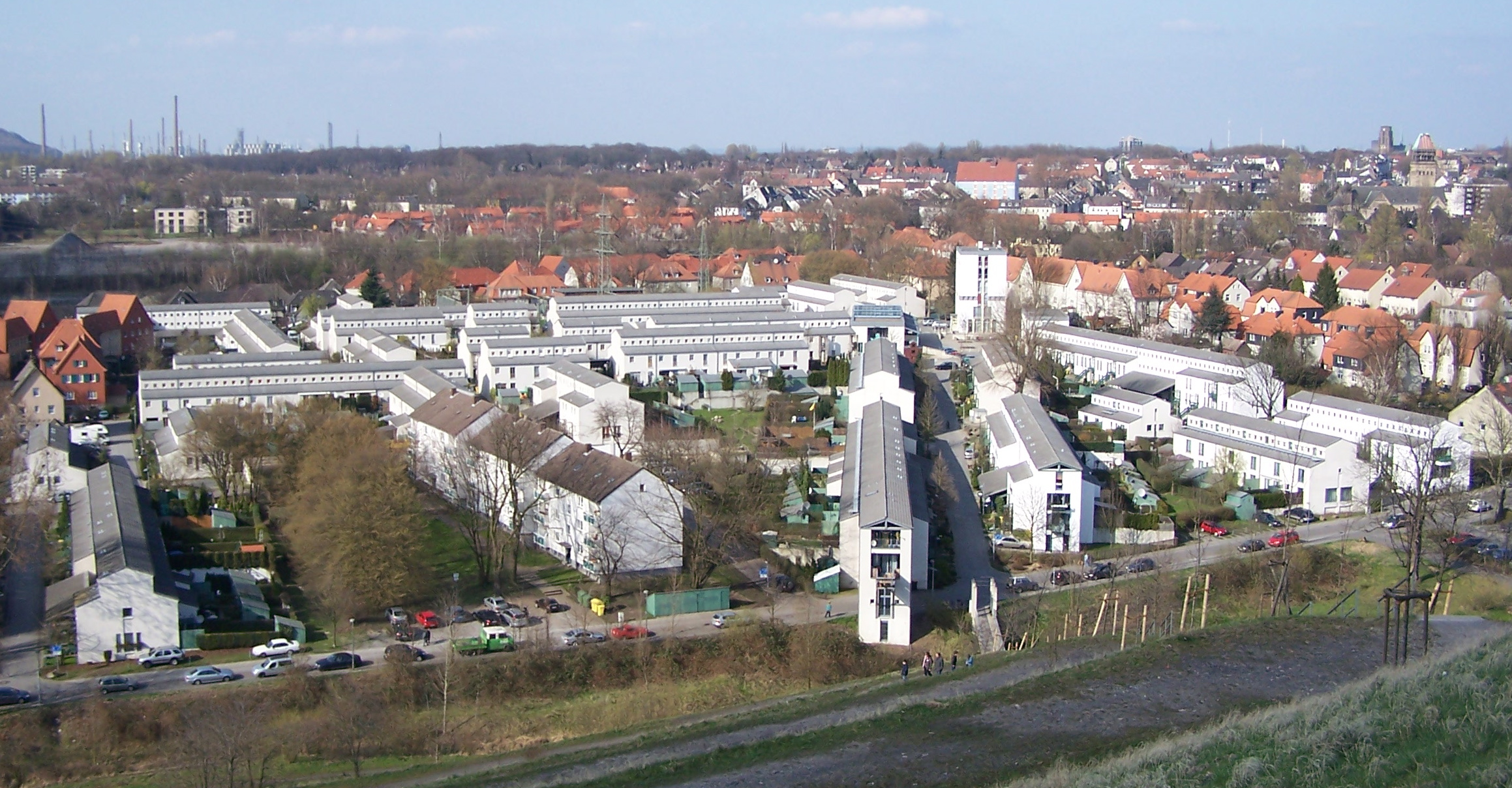
Siedlung Schüngelberg, Gelsenkirchen

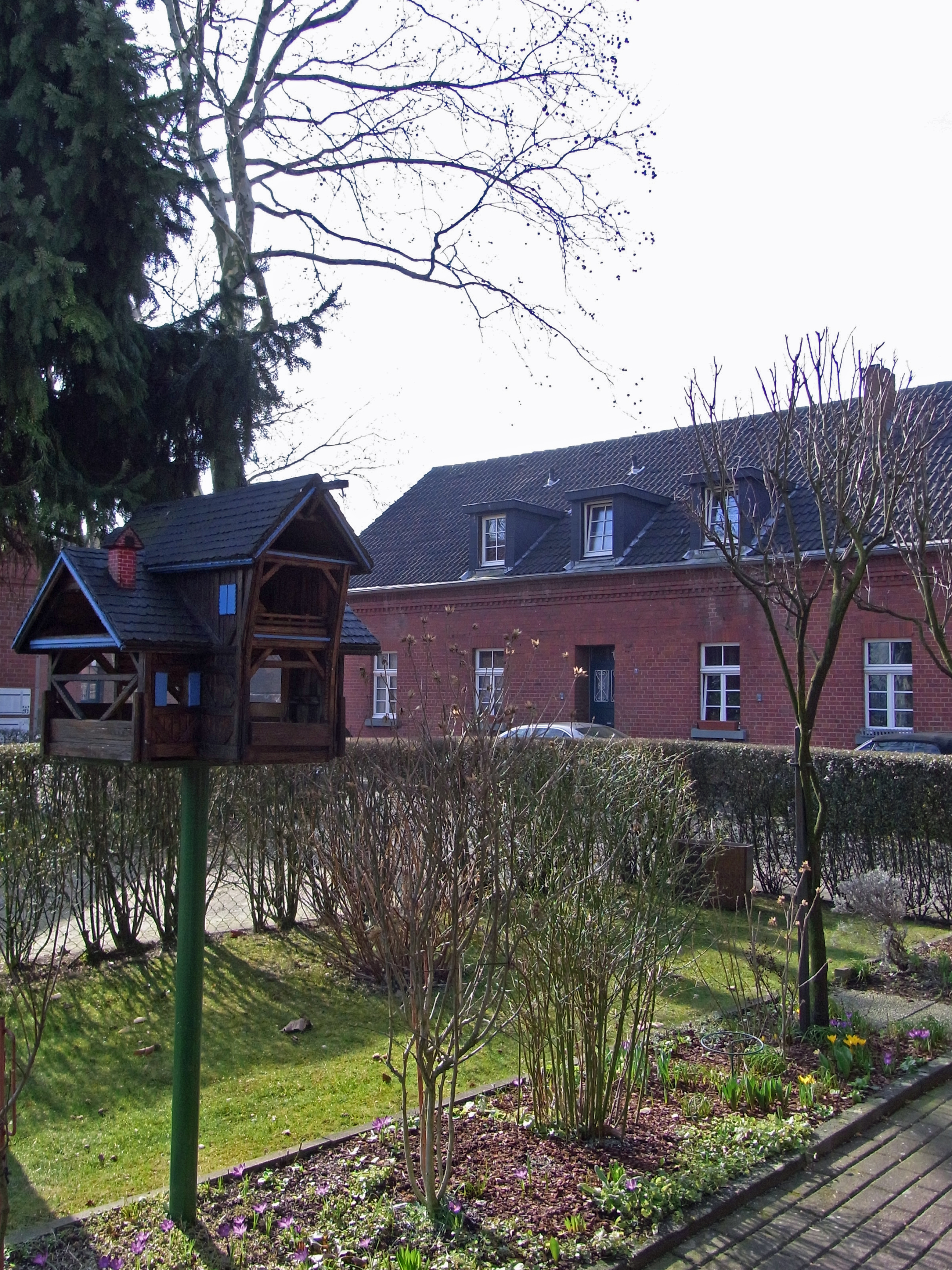
Siedlung Eisenheim, Oberhausen

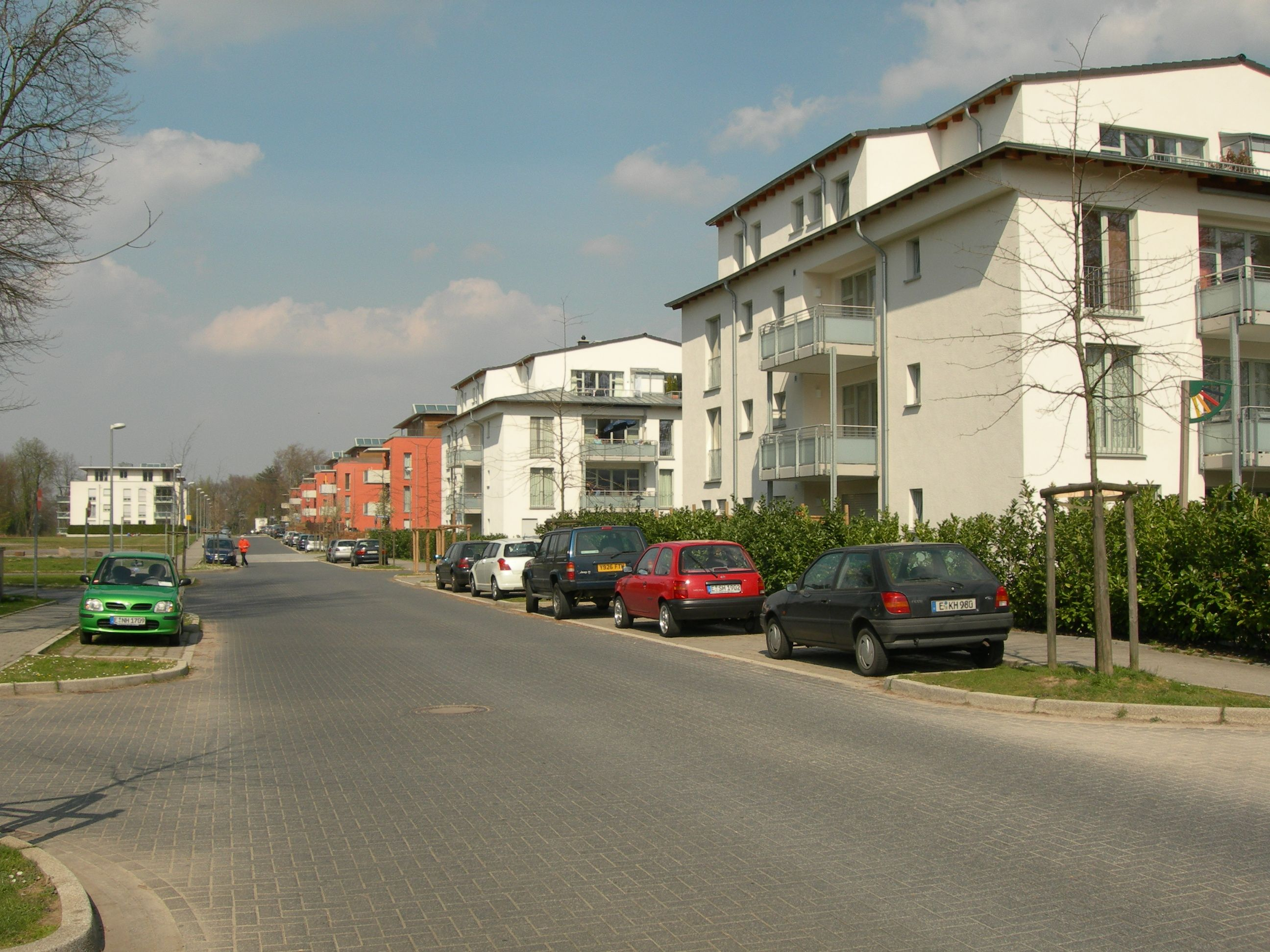
Dilldorfer Höhe, Essen

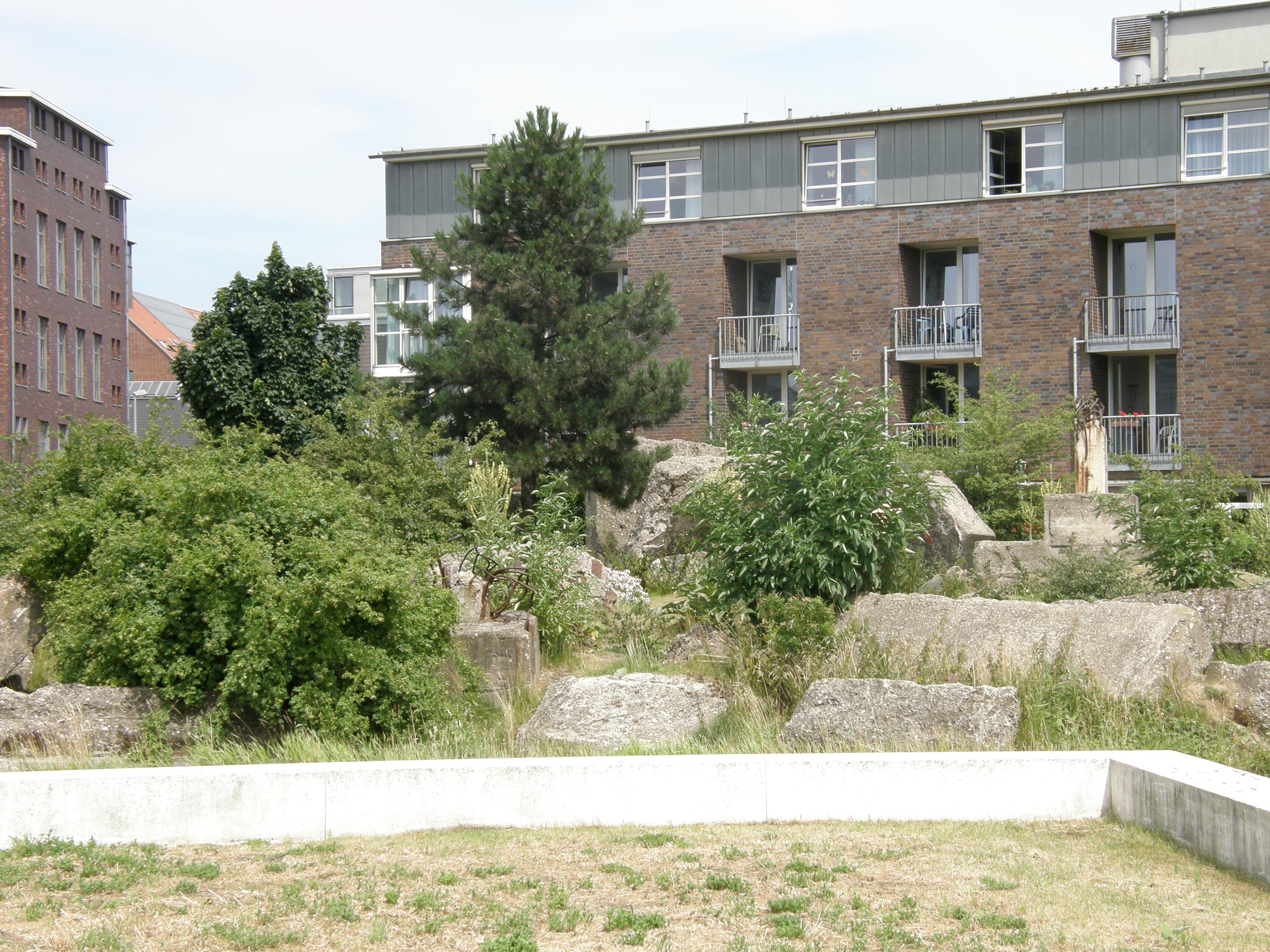
Seniorenzentrum der AWO im Innenhafen Duisburg

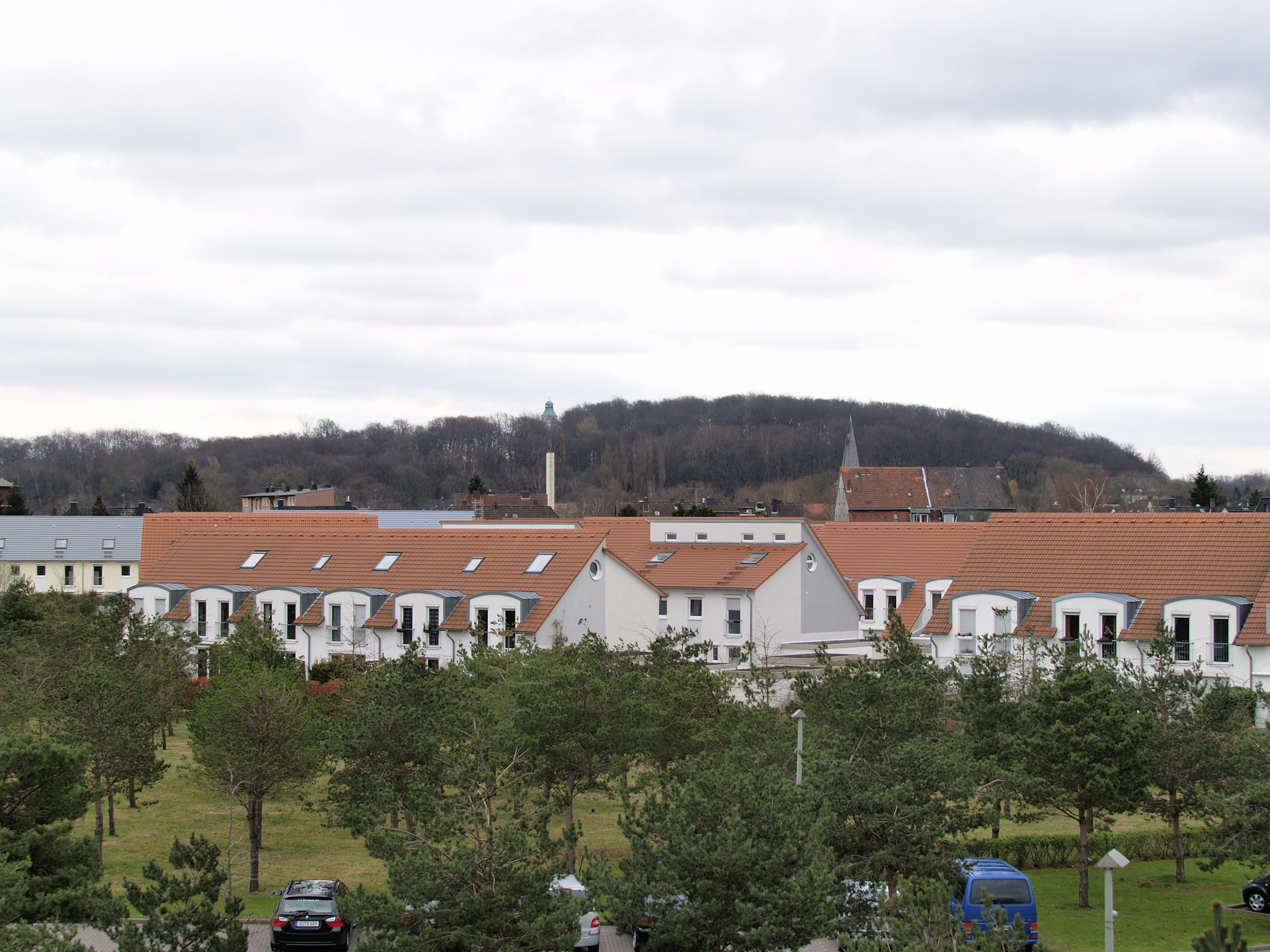
Häuser an der Akademie Mont-Cenis

Die „Route der Wohnkultur“ sprach gleichermaßen ein Fachpublikum wie auch die interessierte Öffentlichkeit an. Die Standorte der mehrstündigen Bustouren und ein- bis zweistündigen Spaziergänge orientierten sich an den Portalstädten der Kulturhauptstadt RUHR.2010 Duisburg, Oberhausen, Essen, Bochum, Dortmund.
Sonderveranstaltungen im Rahmen der Route der Wohnkultur
Während des „Tages der Wohnkultur“ am 19. September und während des Sommers der Wohnkultur von August bis Oktober wurden zusätzlich ausgewählte bewohnte Wohnungen im Rahmen geführter Touren für die Besucher geöffnet.
Am Tag der Wohnkultur fanden Informationsveranstaltungen zum Wohnen, thematische Führungen, Veranstaltungen und Nachbarschaftsfeste statt.

## Objekte
- Hamm: Alte Schule
- Kamen: Gartenstadt Seseke-Aue
- Bergkamen: Frauen planen und bauen*
- Lünen: Residenz Osterfeld*
- Hagen: Hohenhof, Thorn-Prikker-Haus / Lauweriksbauten, Wohnhaus Emster Siepen, Walddorf-Siedlung
- Dortmund: Präsidentensiedlung / Kaiserblock, Apartment Building, Hochhaus Heiligegartenstraße, Corvarastraße, Siedlung Fürst Hardenberg*, Siedlung Immermannstraße, WohnreWIR Tremonia / wir_auf_tremonia, Tremonia Architektenhäuser, Praebausiedlung
- Oer-Erkenschwick: Schillerpark*
- Herne: Teutoburgia*, Wohnbebauung Akademie Mont-Cenis, Wohn- und Geschäftsblöcke Bebelstraße
- Bochum: Hustadt*, Im Hole*, Grummer Karree*, Wohnen im Zentrum, Hammer Park*, Maschinenhalle Hasenwinkel
- Hattingen: Wohnhäuser Altstadt, Haus Ruhrbogen, Birschels Mühle
- Gelsenkirchen: Malakowtürme Zeche Holland, Tossehof*, Vittinghoff-Siedlung*, Siedlung Küppersbusch*, Siedlung Schüngelberg*
- Essen: Dilldorfer Höhe*, Dinnendahlsche Fabrik, Wohnbebauung Dinnendahlstraße, Betreuungszentrum Zollverein, Villa Werden, Beginenhof*, GrugaCarree, Margarethenhöhe, Einfamilienhaus Roßstraße
- Bottrop: Villa Dickmann, Haus Nuphaus
- Mülheim an der Ruhr: Feierabendhaus, Kaserne Wrexham Barracks, Ehemaliges Stadtbad, Fliedner Dorf*
- Oberhausen: Siedlung Eisenheim*, Wasserturm
- Duisburg: Ratingsee-Siedlung*, BauhausKarree, Grachtenwohnungen, NF1, AWO Seniorenzentrum, Brückenturm Nord

Öffentlich geförderte Wohnungsbauprojekte*

## Beteiligte
Projektautor:
- Büro STADTIDEE

Partner:
- Landesinitiative StadtBauKultur NRW,
- Ministerium für Bauen und Verkehr des Landes NRW,
- Arbeitskreis der Denkmalpfleger im Ruhrgebiet,
- Architektenkammer NRW,
- Kommunen der Metropole Ruhr,
- THS Wohnen GmbH,
- Kooperation kommunaler Wohnungsunternehmen im Ruhrgebiet „WIR – Wohnen im Revier“

Förderer:
- NRW.BANK,
- Ministerium für Bauen und Verkehr des Landes NRW,
- LWL-Kulturstiftung,
- Nationale Stadtentwicklungspolitik,
- Arbeitsgemeinschaft der gemeinnützigen Wohnungsunternehmen in Oberhausen, Städte Essen, *Gelsenkirchen, Hagen, Hamm, Hattingen

Hauptprojektsponsor der Route der Wohnkultur von RUHR.2010:
- ista International GmbH